# Indische Cricket-Nationalmannschaft in den West Indies in der Saison 1970/71
Die Tour der indischen Cricket-Nationalmannschaft auf die West Indies in der Saison 1970/71 fand vom 18. Februar bis zum 19. April 1971 statt. Die internationale Cricket-Tour war Bestandteil der Internationalen Cricket-Saison 1970/71 und umfasste fünf Tests. Indien gewann die Serie 1–0.

## Vorgeschichte
Für beide Mannschaften war es die erste Tour der Saison.
Das letzte Aufeinandertreffen der beiden Mannschaften bei einer Tour fand in der Saison 1966/67 in Indien statt.

## Stadien
Die folgenden Stadien wurden für die Tour als Austragungsort vorgesehen.
| Stadt         | Land                | Stadion               | Kapazität | Spiele       |
| ------------- | ------------------- | --------------------- | --------- | ------------ |
| Bridgetown    | Barbados            | Kensington Oval       | 11.000    | 4. Test      |
| Georgetown    | Guyana              | Bourda Cricket Ground | 25.000    | 3. Test      |
| Kingston      | Jamaika             | Sabina Park           | 20.000    | 1. Test      |
| Port of Spain | Trinidad und Tobago | Queen’s Park Oval     | 25.000    | 2. & 5. Test |

## Kaderlisten
| Test | Test |
| West Indies | Indien |
| --- | --- |
| - Garry Sobers (K) - Inshan Ali - Arthur Barrett - Keith Boyce - Steve Camacho - Joey Carew - Charlie Davis - Uton Dowe - Mike Findlay (wk) - Maurice Foster - Roy Fredericks - Lance Gibbs - Vanburn Holder - David Holford - Rohan Kanhai - Desmond Lewis (wk) - Clive Lloyd - Jack Noreiga - John Shepherd - Grayson Shillingford | - Ajit Wadekar (K) - Syed Abid Ali - Bishan Bedi - Salim Durani - Sunil Gavaskar - Motganhalli Jaisimha - Kenia Jayantilal - Pochiah Krishnamurthy (wk) - Ashok Mankad - Erapalli Prasanna - Dilip Sardesai - Eknath Solkar - Srinivas Venkataraghavan - Gundappa Viswanath |

## Tests

### Erster Test in Kingston
| 18. – 23. Februar Scorecard | Kingston | Indien 387 (158.4) | – | West Indies 217 (93.5) & 385-5 (136) (f/o) |
|                             |          | Remis              |   |                                            |

Die West Indies gewannen den Münzwurf und entschieden sich als Feldmannschaft zu beginnen.

### Zweiter Test in Port of Spain
| 6. – 10. März Scorecard | Port of Spain | West Indies 214 (72.5) & 261 (110.5) | – | Indien 352 (157.4) & 125-3 (49.4) |
|                         |               | Indien gewinnt mit 7 Wickets         |   |                                   |

Die West Indies gewannen den Münzwurf und entschieden sich als Schlagmannschaft zu beginnen.

### Dritter Test in Georgetown
| 19. – 24. März Scorecard | Georgetown (BCG) | West Indies 363 (158.2) & 307-3d (100) | – | Indien 376 (167.4) & 123-0 (30) |
|                          |                  | Remis                                  |   |                                 |

Die West Indies gewannen den Münzwurf und entschieden sich als Schlagmannschaft zu beginnen.

### Vierter Test in Bridgetown
| 1. – 6. April Scorecard | Bridgetown | West Indies 501-5d (171) & 180-6d (43) | – | Indien 347 (125.4) & 221-5 (103) |
|                         |            | Remis                                  |   |                                  |

Indien gewann den Münzwurf und entschied sich als Feldmannschaft zu beginnen.

### Fünfter Test in Port of Spain
| 13. – 19. April Scorecard | Port of Spain | Indien 360 (133.3) & 427 (197.4) | – | West Indies 526 (216.3) & 165-8 (40) |
|                           |               | Remis                            |   |                                      |

Indien gewann den Münzwurf und entschied sich als Schlagmannschaft zu beginnen.